# Huis Brederode

Familiewapen van de Brederodes

Het Huis Brederode was een (hoog)adellijke familie uit Holland, die in de Late Middeleeuwen en kort daarna een grote rol in de Nederlandse geschiedenis heeft gespeeld. Zij is sinds 1679 in wettelijke lijn uitgestorven.

## Geschiedenis
De Brederodes stammen af van de heren Van Teylingen (via Dirk van Teylingen (1205-1231)) en hebben zich in de tweede helft van de 13e eeuw naar het nieuwe Kasteel Brederode bij Santpoort (gemeente Velsen) genoemd, dat werd gebouwd tussen 1282 en ca. 1292 in opdracht van Willem I van Brederode. Ze speelden in de Hoekse en Kabeljauwse twisten een grote rol als veldheer aan de Hoekse kant. In 1351 werd het kasteel daarbij veroverd door de Kabeljauwse Gijsbrecht II van Nijenrode na een belegering waarbij het grootste deel van het fort werd verwoest. Het kasteel werd gesloopt en midden 14e eeuw weer opgebouwd, om (waarschijnlijk) in 1426 opnieuw te worden verwoest en in 1461 gedeeltelijk te worden hersteld, waarna het in 1573 door Spaanse soldaten werd geplunderd en in brand gestoken. Sindsdien is het een ruïne.
De familie speelde ook een belangrijke rol bij het begin van de Opstand, via Hendrik van Brederode (1531-1568), die heer van Vianen was.
De familie Brederode was in 1414 ook heer van Vianen geworden door een huwelijk tussen Walraven I en Johanna van Vianen. De Vrije heerlijkheid Vianen werd door hen bestuurd, waarbij het hier gelegen kasteel Batestein – na de verwoesting van slot Brederode – hun hoofdresidentie werd. In 1679 stierf Wolfert van Brederode, de laatste heer van Brederode, waarmee zijn kasteelruïne verviel aan de Staten van Holland. De heerlijkheid Vianen ging door vererving over aan een bastaardtak van Reinoud III van Brederode (1492-1556); de heren van Bolswaert. Keizer Jozef II verleende deze tak de titel van rijksgraaf van Brederode. In 1832 overleed het laatste familielid van deze bastaardtak.

## Familiewapen
Op een gouden achtergrond staat een rode leeuw met blauwe tong en nagels (gelijk aan het schild van de graven van Holland) met daarop een barensteel. Dit laatste betekent een jongere tak; bij bastaardij staat er namelijk een schuine balk op. De Brederodes beweerden van het Hollandse gravenhuis (via de Van Teylingens) af te stammen en lieten dit in ieder geval in hun wapen zien. Tussen 20 februari 1532 en 9 mei 1534 werden er processen gevoerd tegen de heer van Brederode door de procureur-generaal van de keizer. Het ging om het recht het wapen te voeren. Op 9 mei 1534 verklaarde landvoogdes Maria van Hongarije namens de keizer dat Reinoud het recht had het wapen van zijn voorouders te voeren, een leeuw met barensteel.

## Erfenis
Al hun familiebezittingen werden door de Staat geconfisqueerd, nadat zij tijdens de Reformatie voor hun leven vreesden en naar het buitenland waren gevlucht. De familie begon een rechtszaak tegen de staat om de bezittingen terug te krijgen. De laatste adellijke leden van de Brederode-familie in mannelijke lijn stierven uit in 1679 te Vianen (Utr.). Het duurde een aantal eeuwen voordat de rechtbank uitspraak deed. Toen was er niemand meer die de adellijke afstamming kon aantonen en de erfenis wordt sindsdien beheerd door de Staat.

## Heren van Brederode
- Dirk I, 1e heer van Brederode (1180-1236)
- Willem I, 2e heer van Brederode (1226-1285)
- Dirk II, 3e heer van Brederode (1252-1318), baljuw en bekend van de pacificatie van de Friezen
- Hendrik I, 4e heer van Brederode (?-1345)
- Dirk III, 5e heer van Brederode (1308-1377)
- Reinoud I, 6e heer van Brederode (1336-1390)
- Jan I, 7e heer van Brederode (1370/72-1415), kloosterling
- Walraven I, 8e heer van Brederode (1370/73-1417), stadhouder van Holland
- Reinoud II, 9e heer van Brederode (1415-1473)
- Walraven II, 10e heer van Brederode (1455-1531), heer van Vianen en Ameide
- Reinoud III, 11e heer van Brederode (1494-1556)
- Hendrik II, 12e heer van Brederode (1531-1568) zie ook: (Eedverbond der Edelen)
- Reinoud IV, 13e heer van Brederode (1520-1584)
- Walraven III, 14e heer van Brederode (1547-1614)
- Walraven IV, 15e heer van Brederode (1596-1620)
- Joan Wolfert, 16e heer van Brederode (1599-1655)
- Hendrik III, 17e heer van Brederode (1638-1657)
- Wolfert, 18e heer van Brederode (1649-1679)

## Andere leden
- Hendrik van Brederode (kapitein), kapitein van Hoeks Rotterdam
- Frans van Brederode (1465-1490), bekend uit de naar hem genoemde Jonker Fransenoorlog
- Gijsbrecht van Brederode (1416-1475), bisschop van Utrecht
- Margaretha van Brederode (1514-1577) abdis van Thorn
- Hendrik van Brederode (1531-1568), heer van Vianen, een leider tijdens de Tachtigjarige Oorlog
- Hendrik van Brederode (1545-1573), heer van Asten
- Lancelot van Brederode (?-1573), militair en watergeus
- Joris van Brederode (?-1489), burgemeester van Rotterdam
- Nicolaas van Brederode, luitenant-kolonel van de Staatsen en stadscommandant van Venlo in de Tachtigjarige Oorlog

## Kastelen
- Kasteel Brederode te Santpoort
- Kasteel Batestein te Vianen (Utrecht)
- Huis ter Kleef te Haarlem
- Stadskasteel Groenmarkt te Den Haag
- Stadskasteel Lange Voorhout te Den Haag
- Batenstein te Papendrecht